# Kruittoren (Riga)

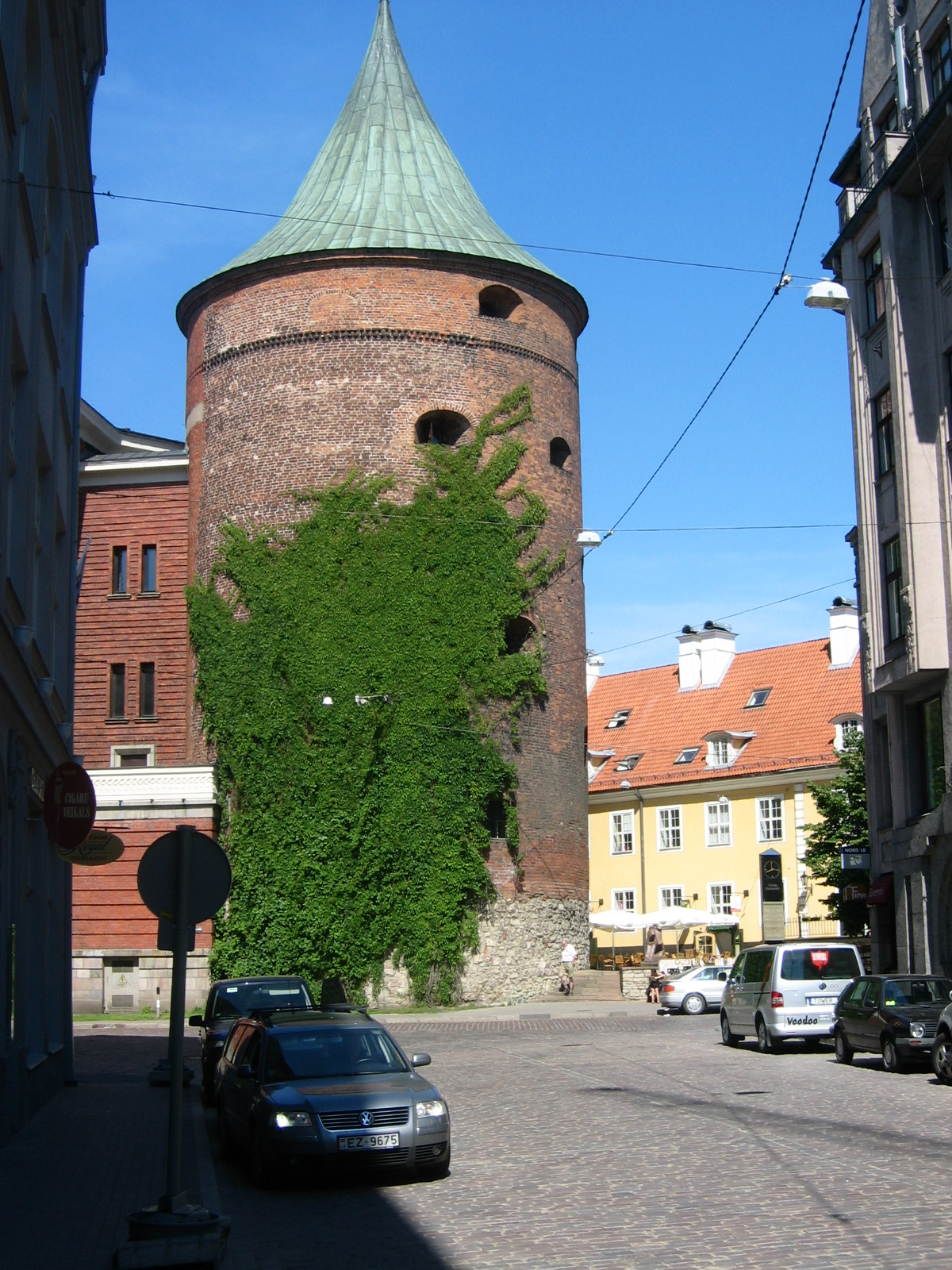
De kruittoren

De Kruittoren in de Letse hoofdstad Riga (Lets: Pulvertornis, Duits: Pulverturm, Russisch: Пороховая башня) is een pulvertoren uit de 17e eeuw die op de plaats staat waar eerder een van de torens van de stadsmuur stond. De toren maakt sinds 1990 deel uit van het Letse Oorlogsmuseum.

## Geschiedenis
In 1330 werd de Zandtoren (Duits: Sandturm), de voorloper van de Kruittoren, voor het eerst vermeld. De Zandtoren lag naast de Zandpoort, een van de toegangspoorten tot de stad, die op zijn beurt aan het einde van de Grote Zandweg lag, die Riga verbond met Pskov. De straat waaraan de Kruittoren ligt, heet nog steeds Smilšu iela (Zandstraat).
In 1515 werd de toren omgebouwd tot kanontoren. Toen Zweden in 1621 Riga veroverde, werd de Zandtoren met de grond gelijkgemaakt. In 1650 werd de toren herbouwd, nu als kruittoren. De toren werd 25 meter hoog en kreeg een doorsnede van 14,5 meter. De muren waren drie meter dik. Tijdens de verovering van Riga door de Russen in de Grote Noordse Oorlog in het jaar 1710 werd de toren getroffen door negen kanonskogels, die vrijwel geen schade aanrichtten. De kogels zijn later in de muren ingemetseld.
Op het eind van de 19e eeuw diende de Kruittoren als sociëteit voor de studentenvereniging Rubonia van het Polytechnicum van Riga. Bij een restauratie in 1891 kreeg de toren zijn huidige uiterlijk.
In 1919 werd de Kruittoren in gebruik genomen als oorlogsmuseum. In de collectie lag de nadruk op de Letse Onafhankelijkheidsoorlog (1918-1920). In de jaren 1937-1940 werd tegen de Kruittoren aan een nieuw gebouw neergezet, bedoeld als uitbreiding van het museum. Het gebouw bleef jaren leegstaan, want na de bezetting van Letland door de Sovjet-Unie in 1940 werd het museum gesloten.
In 1957 gingen de Kruittoren en de aanbouw opnieuw open voor het publiek, nu als Revolutiemuseum van de Letse Socialistische Sovjetrepubliek. Het museum behandelde de geschiedenis van de 20e eeuw in Letland vanuit Sovjetstandpunt.
Vanaf 1990 werd de collectie van het revolutiemuseum omgebouwd tot de collectie van het huidige oorlogsmuseum. Het museum behandelt de oorlogen waarbij Letland betrokken is geweest, met de nadruk op de Eerste Wereldoorlog en de Letse Onafhankelijkheidsoorlog. Ook wordt aandacht besteed aan de zingende revolutie van de jaren 1988-1991, waardoor Letland zijn onafhankelijkheid herkreeg.